# Right Round
"Right Round" je první singl z alba R.O.O.T.S. rappera Flo Ridy. "Right Round" je založená na písni "You Spin Me Round (Like a Record)" od Dead or Alive. Allmusic se o téhle písni vyjádřila jako "nechutně chytlavá píseň vytvořená producentem Dr. Lukem""

## Hitparády
| Název (2009)                         | Nejvyšší příčka |
| ------------------------------------ | --------------- |
| Australian Singles Chart             | 1               |
| Austrian Singles Chart               | 2               |
| Belgian Singles Chart (Flanders)     | 6               |
| Belgian Singles Chart (Wallonia)     | 5               |
| Canadian Hot 100                     | 1               |
| Chilean Singles Chart                | 2               |
| Danish Singles Chart                 | 3               |
| Dutch Singles Chart                  | 4               |
| Eurochart Hot 100 Singles            | 2               |
| Finnish Singles Chart                | 3               |
| French Singles Chart                 | 3               |
| German Singles Chart                 | 5               |
| German Black Chart                   | 1               |
| Irish Singles Chart                  | 1               |
| Israeli Singles Chart                | 4               |
| Italian Singles Chart                | 16              |
| Japan Hot 100                        | 8               |
| Latvian Singles Chart                | 8               |
| New Zealand Singles Chart            | 2               |
| Norwegian Singles Chart              | 2               |
| Swedish Singles Chart                | 8               |
| Turkey Top 20 Chart                  | 1               |
| U.S. Billboard Hot 100               | 1               |
| U.S. Billboard Hot R&B/Hip-Hop Songs | 63              |
| U.S. Billboard Pop 100               | 1               |
| UK R&B Chart                         | 1               |
| UK Singles Chart                     | 1               |